# 나주 동곡리 고분군
나주 동곡리 고분군(羅州 東谷里 古墳群)은 대한민국 전라남도 나주시 다시면 동곡리에 있는 고분군이다. 2001년 9월 27일 전라남도의 문화재자료 제219호로 지정되었다.

## 개요
문평천 서쪽에 있는 동곡리는 구릉이 발달한 지역으로 고분은 문평천의 중류지역을 중심으로 반경 약 3km의 범위에 집중적으로 분포하고 있다. 특히 반경 1.5km 정도에 해당하는 문동리·영동리·복암리 일대에 밀집분포하고 있다. 구릉지역에는 주로 초기의 옹관봉토분이 분포하고 있으며 구릉에서 평지로 이어지는 지역에는 대형 봉토분들이 자리하고 있고 산기슭과 산의 중턱에서는 중·소형의 석실묘가 발견되었다. 이 가운데 동곡리 대곡 마을을 북쪽에서 횡산마을의 북쪽에 있는 3개의 돌출된 구릉 끝부분에 각각 1기씩의 대형고분이 자리잡고 있다.

## 동곡리 대곡 1호분
동곡리 대곡 1호분은 해발 30m 내외의 구릉으로 둘러싸여 있는 대곡마을의 북쪽에 있는 구릉에 있다. 고분은 이주헌씨 집 뒤쪽 구릉에 자리하고 있으며, 평면 방형의 분구와 분구 주변을 두루는 주구로 구성되어 있는데 주구는 북서쪽 모서리에서 그 윤곽이 확인되었다. 분구의 평면형태는 방형이며 축방향은 남―북이다. 규모는 동서 32m, 남북 32m, 높이 4m 정도인데 분정에는 동서 14m, 남북 12m 정도의 평탄부가 형성되어 있다. 분구의 북서쪽 모서리쪽에서 확인되는 주구의 흔적은 너비 6m, 깊이 0.5m 정도이다. 분구가 남―북을 축으로 자리하고 있어서 북서쪽에서 남동쪽으로 내려오는 구릉의 방향과 45˚정도 어긋나 있어 각 모서리가 각기 동, 서, 남, 북을 향하고 있다. 1호분의 서쪽에 약간 도드라진 부분은 마을 주민들에 의하면 일제강점기에 고분 아래쪽에 작은 물웅덩이를 파면서 나온 흙을 쌓아놓은 것이라고 한다.

## 동곡리 대곡 2호분
동곡리 대곡 2호분은 해발 30m 내외의 구릉으로 둘러싸여 있는 대곡마을이 기대고 있는 구릉의 끝부분에 자리하고 있다. 고분은 분구와 주구로 구성되어 있는데 주구는 분구 주위를 따라 확인되고 있다. 주구의 윤곽은 북서쪽에 잘 드러나 있다. 분구의 평면형태는 원형이며 규모는 직경 약 30m, 높이 약 4m이며 분정에는 직경 12m 정도의 평탄부가 형성되어 있다. 분구의 북서쪽에서 확인되는 주구의 흔적은 너비 6m, 깊이 0.5m 정도이다. 분정과 서쪽 사면쪽에 도굴갱으로 추정되는 구덩이가 있는데 고분의 매장시설은 석실로 추정되며 입구가 서쪽을 향하였을 것으로 생각된다.

## 동곡리 횡산 1호분
동곡리 횡산 1호분은 해발 30m 내외의 구릉으로 둘러싸여 있는 횡산마을의 북쪽에서 동남동쪽으로 내려오는 구릉의 끝부분에 자리잡고 있다. 고분은 이준호씨 집 뒤편에 있는데 주민들은 조산이라 부르고 있다. 주변이 과수원으로 개간되고 가옥이 들어서면서 분구 끝자락이 상당히 파괴되었지만 동곡리 대곡 1호분과 비슷한 형태를 띠는 방형으로 판단된다. 구릉 위쪽에 해당하는 서쪽에 약하게나마 주구의 흔적이 관찰된다. 분구의 축방향은 남―북이며 규모는 동서 20m, 남북 20m, 높이 1.5m 정도인데 분정에는 12×12m 정도의 평탄부가 형성되어 있다. 분정 평탄부에는 열녀비가 있었는데 옮겨지면서 분정이 상당히 파괴되었다.

## 참고 자료
- 나주동곡리고분군 - 국가유산청 국가유산포털